# Resolució 2177 del Consell de Seguretat de les Nacions Unides
La Resolució 2177 del Consell de Seguretat de les Nacions Unides, adoptada per unanimitat el 18 de setembre de 2014, va ser la primera resolució adoptada amb motiu d'una epidèmia. El Consell va demanar assistència mèdica i logística als Estats membres i insistíx que els països de l'Àfrica occidental tornessin a obrir les seves fronteres als països afectats pel brot d'ebola.

## Antecedents
En l'estiu de 2014 es va produir una epidèmia d'ebola en alguns països de l'Àfrica Occidental, que ja havia provocat milers de víctimes finals de setembre i paralitzat la vida pública als països afectats. Libèria, Sierra Leone i Guinea van ser els més afectats. Alguns països occidentals van enviar ajuda i el secretari general Ban Ki-moon havia iniciat la Missió de les Nacions Unides per a Resposta d'Emergència a l'Ebola (UNMEER) per aturar el virus.

## Contingut
Els avenços aconseguits en la lluita contra l'ebola en els últims anys en països com Libèria i Sierra Leone (amb sengles guerres civils) es podien desfer novament. La seva estabilitat estava en perill i el brot podria provocar més disturbis i tensions socials. També hi havia preocupació per l'impacte de les restriccions de viatge i comercials que els països havien imposat a la regió a més de la seguretat alimentària, i va demanar que s'aixequessin. Calia un enfocament internacional coordinat. El secretari general havia nomenat David Nabarro com a coordinador de l'ONU.
Es va demanar a Libèria, Sierra Leone i Guinea que creessin un mecanisme nacional més ràpid per al diagnòstic i l'aïllament de possibles infeccions, campanyes públiques d'informació i coordinar el suport internacional, així com abordar les conseqüències socioeconòmiques i humanitàries.
Es va instar els Estats membres a proporcionar assistència mèdica i logística.